# Ust-Ilimsk
Ust-Ilimsk (russisch Усть-Или́мск) ist eine ostsibirische Stadt in der Oblast Irkutsk in Russland. Sie hat 86.610 Einwohner (Stand 14. Oktober 2010) und liegt am Fluss Angara, etwa 700 km von der Gebietshauptstadt Irkutsk entfernt. In der Nähe der Stadt befindet sich der Ust-Ilimsker Stausee.

## Geschichte

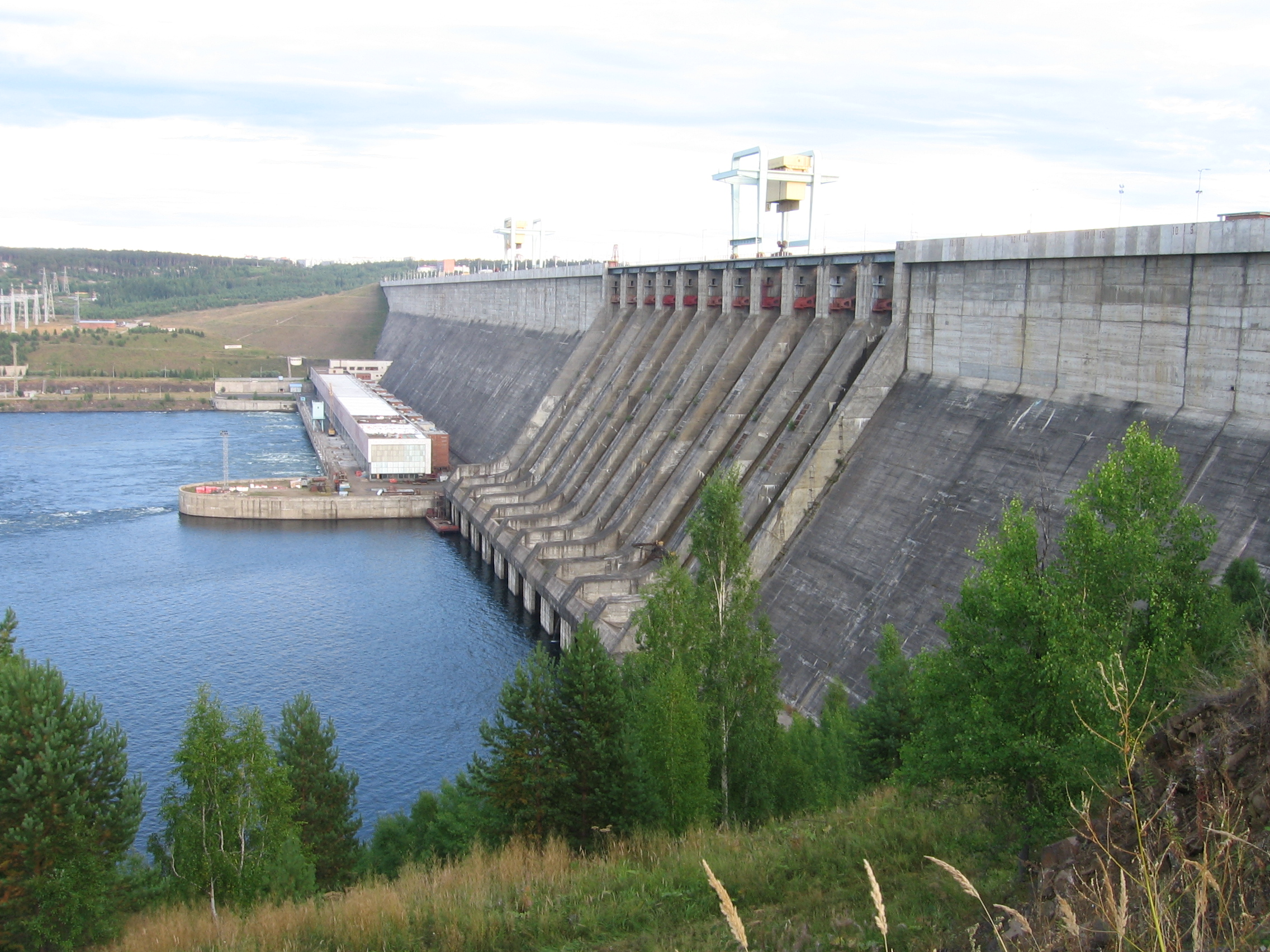
Wasserkraftwerk Ust-Ilimsk

Eine erste Holzfestung (Ostrog) an der Stelle der heutigen Stadt errichtete Iwan Galkin 1630. Die Gründung des Ortes Ust-Ilimsk erfolgte jedoch erst ab Mitte der 1960er-Jahre, als in diesem Bereich ein Wasserkraftwerk sowie der Ust-Ilimsker Stausee an der Angara errichtet wurden. 1966 wurde Ust-Ilimsk als Arbeitersiedlung an der Kraftwerksbaustelle gegründet. Dieser Name leitet sich ab von Ust – russisch für „Mündung“ – und Ilim, dem jakutischen Hydronym des vorbeifließenden Angara-Zuflusses. Der Stadtname bedeutet also „an der Mündung des Ilim gelegen“. Bei der Stauung der Angara im Zuge des Kraftwerksbaus wurde die alte Holzfestung ins Freilichtmuseum Talzy verlegt.
Am 27. Dezember 1973 erhielt Ust-Ilimsk die Stadtrechte. Der Bau des Wasserkraftwerkes wurde 1980 abgeschlossen.

### Bevölkerungsentwicklung
| Jahr | Einwohner |
| ---- | --------- |
| 1970 | 21.258    |
| 1979 | 68.641    |
| 1989 | 109.280   |
| 2002 | 100.592   |
| 2010 | 86.610    |

Anmerkung: Volkszählungsdaten

## Wirtschaft
Neben dem Angara-Wasserkraftwerk, das heute zum Energieunternehmen Irkutskenergo gehört, zählen ein Heizkraftwerk, ein Sägewerk von Ilim Timber und andere Unternehmen im Bereich der Holzverarbeitung, eine Brotfabrik sowie eine Brauerei zu wichtigen Betrieben der Stadt.

## Verkehr
Eine Landstraße verbindet Ust-Ilimsk mit Bratsk.
Ust-Ilimsk ist Endpunkt einer 215 km langen Bahnstrecke, die in Chrebtowaja von der Baikal-Amur-Magistrale abzweigt. 
Der Regionalflughafen Ust-Ilimsk wurde 2001 wegen mangelnder Rentabilität geschlossen. 
Von 1988 bis 2022 verkehrte von Ust-Ilimsk eine Überland-Straßenbahn über eine 14,5 km lange Strecke zu einem außerhalb gelegenen Zellstoffwerk.